# Замок Арнойя
Замок Арнойя (порт. Castelo de Arnoia) — средневековый замок во фрегезии Арнойя поселка Селорику-ди-Башту округа Брага Португалии.

## История
Время строительства замка, предположительно, — конец X или начало XI веков. Считается, что главной его задачей была защита близлежащего монастыря Святого Бенедикта в Арнойе, также основанного в этот период. Эту точку зрения подтверждает дата 1034 год, выбитая на надгробии коменданта замка (и, возможно, основателя монастыря) Муньо Муниса, найденном в монастыре.
В XIII веке королевский указ обязал приходы Арнойи, Касарилье и Карвалью уплачивать десятину в пользу замка для подготовки там сторожевых собак и заготовки известняка, необходимого для поддержания обороноспособности замка.
Жуан I (1385—1433) пожертвовал домен Селорику-ди-Башту и замок в Арнойе аристократу Жилю Васкесу да Кунья (1402). В следующем столетии Мануэль I (1495—1521) даровал Селорику-ди-Башту фуэрос (29 марта 1520), а в замке разместился муниципалитет.
15 марта 1946 года замок был объявлен национальным памятником. Ныне в замке проводятся реставрационные работы под эгидой Португальского института архитектурного наследия (IPPAR). Памятник открыт для публики с января 2004 года.

## Архитектура
Замок имеет неправильную многоугольную планировку, адаптированную к рельефу местности. Стены выложены из гранитных камней и имеют зубцы. В южном секторе крепостной стены расположены въездные ворота и парапет, позволяющий подниматься на стену. Донжон замка четырехугольной формы и разделен на три этажа (нижний — подвал, и два верхних). Площадка на вершине донжона плоская и увенчана зубцами.
В центре плаца, ограниченного крепостной стеной, находится цистерна. Снаружи, на северном склоне, находились виселица и позорный столб, восстановленные в 1960 году в туристических целях.